# Alphabetische Liste der Asteroiden/L
| Alphabetische Liste der Asteroiden – L |                          |
| Nummer und Name                        | Gruppe / Typ             |
| (8539) Laban                           | Hauptgürtel              |
| (8788) Labeyrie                        | Hauptgürtel              |
| (13964) La Billardière                 | Hauptgürtel              |
| (14244) Labnow                         | Hauptgürtel              |
| (19379) Labrecque                      | Hauptgürtel              |
| (5152) Labs                            | Hauptgürtel              |
| (336) Lacadiera                        | Hauptgürtel              |
| (9135) Lacaille                        | Hauptgürtel              |
| (159164) La Cañada                     | Hauptgürtel              |
| (4943) Lac d’Orient                    | Hauptgürtel              |
| (95771) Lachat                         | Hauptgürtel              |
| (120) Lachesis                         | Hauptgürtel              |
| (359426) Lacks                         | Hauptgürtel              |
| (8221) La Condamine                    | Hauptgürtel              |
| (208) Lacrimosa                        | Hauptgürtel              |
| (1851) Lacroute                        | Hauptgürtel              |
| (19762) Lacrowder                      | Hauptgürtel              |
| (2832) Lada                            | Hauptgürtel              |
| (181298) Ladányi                       | Hauptgürtel              |
| (29204) Ladegast                       | Hauptgürtel              |
| (11326) Ladislavschmied                | Hauptgürtel              |
| (2574) Ladoga                          | Hauptgürtel              |
| (235990) Laennec                       | Hauptgürtel              |
| (11252) Laërtes                        | Jupiter-Trojaner         |
| (39) Laetitia                          | Hauptgürtel              |
| (15375) Laetitiafoglia                 | Hauptgürtel              |
| (23244) Lafayette                      | Hauptgürtel              |
| (31513) Lafazan                        | Hauptgürtel              |
| (8114) Lafcadio                        | Hauptgürtel              |
| (19595) Lafer-Sousa                    | Hauptgürtel              |
| (16085) Laffan                         | Hauptgürtel              |
| (184275) Laffra                        | Hauptgürtel              |
| (35703) Lafiascaia                     | Hauptgürtel              |
| (5780) Lafontaine                      | Hauptgürtel              |
| (19397) Lagarini                       | Hauptgürtel              |
| (2875) Lagerkvist                      | Hauptgürtel              |
| (11061) Lagerlöf                       | Hauptgürtel              |
| (7857) Lagerros                        | Hauptgürtel              |
| (46644) Lagia                          | Hauptgürtel              |
| (18602) Lagillespie                    | Hauptgürtel              |
| (1006) Lagrangea                       | Hauptgürtel              |
| (1412) Lagrula                         | Hauptgürtel              |
| (26357) Laguerre                       | Hauptgürtel              |
| (13118) La Harpe                       | Hauptgürtel              |
| (1498) Lahti                           | Hauptgürtel              |
| (6687) Lahulla                         | Hauptgürtel              |
| (11100) Lai                            | Hauptgürtel              |
| (26743) Laichinglung                   | Hauptgürtel              |
| (21672) Laichunju                      | Hauptgürtel              |
| (16192) Laird                          | Hauptgürtel              |
| (25015) Lairdclose                     | Hauptgürtel              |
| (23280) Laitsaita                      | Hauptgürtel              |
| (10379) Lake Placid                    | Hauptgürtel              |
| (29186) Lake Tekapo                    | Hauptgürtel              |
| (25428) Lakhanpal                      | Hauptgürtel              |
| (32044) Lakmazaher                     | Hauptgürtel              |
| (26973) Lála                           | Hauptgürtel              |
| (822) Lalage                           | Hauptgürtel              |
| (9136) Lalande                         | Hauptgürtel              |
| (18857) Lalchandani                    | Hauptgürtel              |
| (18669) Lalitpatel                     | Hauptgürtel              |
| (8347) Lallaward                       | Hauptgürtel              |
| (5447) Lallement                       | Hauptgürtel              |
| (7296) Lamarck                         | Hauptgürtel              |
| (16089) Lamb                           | Hauptgürtel              |
| (13238) Lambeaux                       | Hauptgürtel              |
| (187) Lamberta                         | Hauptgürtel              |
| (175629) Lambertini                    | Hauptgürtel              |
| (15624) Lamberton                      | Hauptgürtel              |
| (132719) Lambey                        | Hauptgürtel              |
| (2861) Lambrecht                       | Hauptgürtel              |
| (64288) Lamchiuying                    | Hauptgürtel              |
| (110074) Lamchunhei                    | Hauptgürtel              |
| (248) Lameia                           | Hauptgürtel              |
| (7095) Lamettrie                       | Hauptgürtel              |
| (13097) Lamoraal                       | Hauptgürtel              |
| (14846) Lampedusa                      | Hauptgürtel              |
| (30847) Lampert                        | Hauptgürtel              |
| (393) Lampetia                         | Hauptgürtel              |
| (1767) Lampland                        | Hauptgürtel              |
| (55678) Lampos                         | Jupiter-Trojaner         |
| (4111) Lamy                            | Hauptgürtel              |
| (6892) Lana                            | Hauptgürtel              |
| (25953) Lanairlett                     | Hauptgürtel              |
| (12373) Lancearmstrong                 | Hauptgürtel              |
| (2041) Lancelot                        | Hauptgürtel              |
| (8417) Lancetaylor                     | Hauptgürtel              |
| (191341) Lanczos                       | Hauptgürtel              |
| (2142) Landau                          | Hauptgürtel              |
| (73699) Landaupfalz                    | Hauptgürtel              |
| (10425) Landfermann                    | Hauptgürtel              |
| (3132) Landgraf                        | Hauptgürtel              |
| (2381) Landi                           | Hauptgürtel              |
| (8136) Landis                          | Hauptgürtel              |
| (15072) Landolt                        | Hauptgürtel              |
| (27446) Landoni                        | Hauptgürtel              |
| (33591) Landsberger                    | Hauptgürtel              |
| (14274) Landstreet                     | Hauptgürtel              |
| (4770) Lane                            | Hauptgürtel              |
| (22167) Lane-Cline                     | Hauptgürtel              |
| (22875) Lanejackson                    | Hauptgürtel              |
| (20768) Langberg                       | Hauptgürtel              |
| (183294) Langbroek                     | Hauptgürtel              |
| (19142) Langemarck                     | Hauptgürtel              |
| (5290) Langevin                        | Hauptgürtel              |
| (58186) Langkavel                      | Hauptgürtel              |
| (3866) Langley                         | Hauptgürtel              |
| (12287) Langres                        | Hauptgürtel              |
| (31129) Langyatai                      | Hauptgürtel              |
| (6928) Lanna                           | Hauptgürtel              |
| (61913) Lanning                        | Hauptgürtel              |
| (12173) Lansbergen                     | Hauptgürtel              |
| (24232) Lanthrum                       | Hauptgürtel              |
| (6289) Lanusei                         | Hauptgürtel              |
| (5504) Lanzerotti                      | Hauptgürtel              |
| (683) Lanzia                           | Hauptgürtel              |
| (3240) Laocoon                         | Jupiter-Trojaner         |
| (1011) Laodamia                        | Marsbahnkreuzer          |
| (507) Laodica                          | Hauptgürtel              |
| (6997) Laomedon                        | Jupiter-Trojaner         |
| (12279) Laon                           | Hauptgürtel              |
| (53093) La Orotava                     | Hauptgürtel              |
| (7854) Laotse                          | Hauptgürtel              |
| (2912) Lapalma                         | Hauptgürtel              |
| (1008) La Paz                          | Hauptgürtel              |
| (13560) La Pérouse                     | Hauptgürtel              |
| (3215) Lapko                           | Hauptgürtel              |
| (4628) Laplace                         | Hauptgürtel              |
| (1029) La Plata                        | Hauptgürtel              |
| (7912) Lapovok                         | Hauptgürtel              |
| (2397) Lappajärvi                      | Hauptgürtel              |
| (1504) Lappeenranta                    | Hauptgürtel              |
| (8441) Lapponica                       | Hauptgürtel              |
| (1819) Laputa                          | Hauptgürtel              |
| (12042) Laques                         | Hauptgürtel              |
| (7499) L’Aquila                        | Hauptgürtel              |
| (19817) Larashelton                    | Hauptgürtel              |
| (10126) Lärbro                         | Hauptgürtel              |
| (26691) Lareegardner                   | Hauptgürtel              |
| (12073) Larimer                        | Hauptgürtel              |
| (1895) Larink                          | Hauptgürtel              |
| (3940) Larion                          | Hauptgürtel              |
| (1162) Larissa                         | Hauptgürtel              |
| (335292) Larrey                        | Hauptgürtel              |
| (30440) Larry                          | Hauptgürtel              |
| (22621) Larrybartel                    | Hauptgürtel              |
| (18739) Larryhu                        | Hauptgürtel              |
| (45518) Larrykrozel                    | Hauptgürtel              |
| (18873) Larryrobinson                  | Hauptgürtel              |
| (12471) Larryscherr                    | Hauptgürtel              |
| (14598) Larrysmith                     | Hauptgürtel              |
| (16920) Larrywalker                    | Hauptgürtel              |
| (8568) Larrywilson                     | Hauptgürtel              |
| (8459) Larsbergknut                    | Hauptgürtel              |
| (3690) Larson                          | Hauptgürtel              |
| (164589) La Sagra                      | Hauptgürtel              |
| (13052) Las Casas                      | Hauptgürtel              |
| (60186) Las Cruces                     | Hauptgürtel              |
| (30150) Laseminara                     | Hauptgürtel              |
| (7082) La Serena                       | Hauptgürtel              |
| (2187) La Silla                        | Hauptgürtel              |
| (7441) Láska                           | Hauptgürtel              |
| (20074) Laskerschueler                 | Hauptgürtel              |
| (6128) Lasorda                         | Hauptgürtel              |
| (10211) La Spezia                      | Hauptgürtel              |
| (2636) Lassell                         | Hauptgürtel              |
| (12257) Lassine                        | Hauptgürtel              |
| (7383) Lassovszky                      | Hauptgürtel              |
| (46514) Lasswitz                       | Hauptgürtel              |
| (13740) Lastrucci                      | Hauptgürtel              |
| (82332) Las Vegas                      | Hauptgürtel              |
| (14617) Lasvergnas                     | Hauptgürtel              |
| (18043) Laszkowska                     | Hauptgürtel              |
| (23040) Latham                         | Hauptgürtel              |
| (35403) Latimer                        | Hauptgürtel              |
| (132874) Latinovits                    | Marsbahnkreuzer          |
| (639) Latona                           | Hauptgürtel              |
| (30775) Lattu                          | Marsbahnkreuzer          |
| (1284) Latvia                          | Hauptgürtel              |
| (10811) Lau                            | Hauptgürtel              |
| (13793) Laubernasconi                  | Hauptgürtel              |
| (3135) Lauer                           | Hauptgürtel              |
| (1597) Laugier                         | Hauptgürtel              |
| (23893) Lauman                         | Hauptgürtel              |
| (7167) Laupheim                        | Hauptgürtel              |
| (467) Laura                            | Hauptgürtel              |
| (15742) Laurabassi                     | Hauptgürtel              |
| (134138) Laurabayley                   | Hauptgürtel              |
| (20642) Laurajohnson                   | Hauptgürtel              |
| (20814) Laurajones                     | Hauptgürtel              |
| (48909) Laurake                        | Hauptgürtel              |
| (28677) Laurakowalski                  | Hauptgürtel              |
| (33400) Laurapierson                   | Hauptgürtel              |
| (18709) Laurawong                      | Hauptgürtel              |
| (2865) Laurel                          | Hauptgürtel              |
| (361690) Laurelanmaurer                | Hauptgürtel              |
| (51827) Laurelclark                    | Hauptgürtel              |
| (5107) Laurenbacall                    | Hauptgürtel              |
| (33559) Laurencooper                   | Hauptgürtel              |
| (27411) Laurenhall                     | Hauptgürtel              |
| (18953) Laurensmith                    | Hauptgürtel              |
| (90533) Laurentblind                   | Hauptgürtel              |
| (25127) Laurentbrunetto                | Hauptgürtel              |
| (162) Laurentia                        | Hauptgürtel              |
| (5819) Lauretta                        | Hauptgürtel              |
| (23168) Lauriefletch                   | Hauptgürtel              |
| (20566) Laurielee                      | Hauptgürtel              |
| (23852) Laurierumker                   | Hauptgürtel              |
| (103422) Laurisirén                    | Hauptgürtel              |
| (103421) Laurmatt                      | Hauptgürtel              |
| (1938) Lausanna                        | Hauptgürtel              |
| (25065) Lautakkin                      | Hauptgürtel              |
| (25073) Lautakshing                    | Hauptgürtel              |
| (2976) Lautaro                         | Hauptgürtel              |
| (30827) Lautenschläger                 | Hauptgürtel              |
| (39332) Lauwaiming                     | Hauptgürtel              |
| (34636) Lauwingkai                     | Hauptgürtel              |
| (14424) Laval                          | Hauptgürtel              |
| (18774) Lavanture                      | Hauptgürtel              |
| (19263) Lavater                        | Hauptgürtel              |
| (37609) LaVelle                        | Hauptgürtel              |
| (12542) Laver                          | Hauptgürtel              |
| (2103) Laverna                         | Hauptgürtel              |
| (10215) Lavilledemirmont               | Hauptgürtel              |
| (21915) Lavins                         | Hauptgürtel              |
| (21550) Laviolette                     | Hauptgürtel              |
| (6826) Lavoisier                       | Hauptgürtel              |
| (1401) Lavonne                         | Hauptgürtel              |
| (44574) Lavoratti                      | Hauptgürtel              |
| (7322) Lavrentina                      | Hauptgürtel              |
| (2354) Lavrov                          | Hauptgürtel              |
| (17079) Lavrovsky                      | Hauptgürtel              |
| (4969) Lawrence                        | Hauptgürtel              |
| (45688) Lawrencestacey                 | Hauptgürtel              |
| (25326) Lawrencesun                    | Hauptgürtel              |
| (14584) Lawson                         | Hauptgürtel              |
| (22138) Laynrichards                   | Hauptgürtel              |
| (3660) Lazarev                         | Hauptgürtel              |
| (14428) Lazaridis                      | Hauptgürtel              |
| (212692) Lazauskaite                   | Hauptgürtel              |
| (18965) Lazenby                        | Hauptgürtel              |
| (29987) Lazhang                        | Hauptgürtel              |
| (20513) Lazio                          | Hauptgürtel              |
| (32628) Lazorik                        | Hauptgürtel              |
| (34838) Lazowski                       | Hauptgürtel              |
| (368588) Lazrek                        | Hauptgürtel              |
| (3602) Lazzaro                         | Hauptgürtel              |
| (157258) Leach                         | Hauptgürtel              |
| (19572) Leahmarie                      | Hauptgürtel              |
| (7958) Leakey                          | Hauptgürtel              |
| (19426) Leal                           | Hauptgürtel              |
| (236728) Leandri                       | Hauptgürtel              |
| (96623) Leani                          | Hauptgürtel              |
| (26527) Leasure                        | Hauptgürtel              |
| (95852) Leatherbarrow                  | Hauptgürtel              |
| (21673) Leatherman                     | Hauptgürtel              |
| (5383) Leavitt                         | Hauptgürtel              |
| (2342) Lebedev                         | Hauptgürtel              |
| (5076) Lebedev-Kumach                  | Hauptgürtel              |
| (3629) Lebedinskij                     | Hauptgürtel              |
| (26908) Lebesgue                       | Hauptgürtel              |
| (189944) Leblanc                       | Hauptgürtel              |
| (3439) Lebofsky                        | Hauptgürtel              |
| (10838) Lebon                          | Hauptgürtel              |
| (25711) Lebovits                       | Hauptgürtel              |
| (18100) Lebreton                       | Hauptgürtel              |
| (5524) Lecacheux                       | Hauptgürtel              |
| (4417) Lecar                           | Hauptgürtel              |
| (32945) Lecce                          | Hauptgürtel              |
| (279377) Lechmankiewicz                | Hauptgürtel              |
| (19132) Le Clézio                      | Hauptgürtel              |
| (3755) Lecointe                        | Hauptgürtel              |
| (52271) Lecorbusier                    | Hauptgürtel              |
| (9285) Le Corre                        | Hauptgürtel              |
| (10233) Le Creusot                     | Hauptgürtel              |
| (38) Leda                              | Hauptgürtel              |
| (2444) Lederle                         | Hauptgürtel              |
| (85185) Lederman                       | Marsbahnkreuzer          |
| (30221) LeDonne                        | Hauptgürtel              |
| (12261) Ledouanier                     | Hauptgürtel              |
| (30389) Ledoux                         | Hauptgürtel              |
| (4749) Ledzeppelin                     | Hauptgürtel              |
| (3155) Lee                             | Hauptgürtel              |
| (22836) Leeannragasa                   | Hauptgürtel              |
| (21554) Leechaohsi                     | Hauptgürtel              |
| (25561) Leehyunki                      | Hauptgürtel              |
| (30257) Leejanel                       | Hauptgürtel              |
| (29656) Leejoseph                      | Hauptgürtel              |
| (110073) Leeonki                       | Hauptgürtel              |
| (18124) Leeperry                       | Hauptgürtel              |
| (218692) Leesnyder                     | Hauptgürtel              |
| (94228) Leesuikwan                     | Hauptgürtel              |
| (3443) Leetsungdao                     | Marsbahnkreuzer          |
| (181569) Leetyphoon                    | Hauptgürtel              |
| (104210) Leeupton                      | Hauptgürtel              |
| (2766) Leeuwenhoek                     | Hauptgürtel              |
| (28417) Leewei                         | Hauptgürtel              |
| (99503) Leewonchul                     | Hauptgürtel              |
| (145445) Le Floch                      | Hauptgürtel              |
| (12241) Lefort                         | Hauptgürtel              |
| (26909) Lefschetz                      | Hauptgürtel              |
| (19458) Legault                        | Hauptgürtel              |
| (26950) Legendre                       | Hauptgürtel              |
| (12718) Le Gentil                      | Hauptgürtel              |
| (25165) Leget                          | Hauptgürtel              |
| (12075) Legg                           | Hauptgürtel              |
| (1261) Legia                           | Hauptgürtel              |
| (85317) Lehár                          | Hauptgürtel              |
| (24346) Lehienphan                     | Hauptgürtel              |
| (691) Lehigh                           | Hauptgürtel              |
| (14550) Lehký                          | Hauptgürtel              |
| (6504) Lehmbruck                       | Hauptgürtel              |
| (31387) Lehoucq                        | Hauptgürtel              |
| (89956) Leibacher                      | Hauptgürtel              |
| (5149) Leibniz                         | Hauptgürtel              |
| (31516) Leibowitz                      | Hauptgürtel              |
| (12490) Leiden                         | Hauptgürtel              |
| (9223) Leifandersson                   | Hauptgürtel              |
| (18826) Leifer                         | Hauptgürtel              |
| (17900) Leiferman                      | Hauptgürtel              |
| (26240) Leigheriks                     | Hauptgürtel              |
| (10775) Leipzig                        | Hauptgürtel              |
| (27303) Leitner                        | Hauptgürtel              |
| (225276) Leïtos                        | Jupiter-Trojaner         |
| (10810) Lejsturojr                     | Hauptgürtel              |
| (541132) Leleākūhonua                  | Transneptunisches Objekt |
| (167208) Lelekovice                    | Hauptgürtel              |
| (5519) Lellouch                        | Hauptgürtel              |
| (2548) Leloir                          | Hauptgürtel              |
| (41979) Lelumacri                      | Hauptgürtel              |
| (3836) Lem                             | Hauptgürtel              |
| (11897) Lemaire                        | Hauptgürtel              |
| (1565) Lemaître                        | Marsbahnkreuzer          |
| (213637) Lemarchal                     | Hauptgürtel              |
| (16265) Lemay                          | Hauptgürtel              |
| (4561) Lemeshev                        | Hauptgürtel              |
| (14327) Lemke                          | Hauptgürtel              |
| (243002) Lemmy                         | Hauptgürtel              |
| (29187) Le Monnier                     | Hauptgürtel              |
| (58460) Le Mouélic                     | Hauptgürtel              |
| (22758) Lemp                           | Hauptgürtel              |
| (47171) Lempo                          | Hauptgürtel              |
| (15031) Lemus                          | Hauptgürtel              |
| (789) Lena                             | Hauptgürtel              |
| (12187) Lenagoryunova                  | Hauptgürtel              |
| (7400) Lenau                           | Hauptgürtel              |
| (3817) Lencarter                       | Hauptgürtel              |
| (21000) L’Encyclopédie                 | Hauptgürtel              |
| (3796) Lene                            | Hauptgürtel              |
| (6287) Lenham                          | Hauptgürtel              |
| (39536) Lenhof                         | Hauptgürtel              |
| (2046) Leningrad                       | Hauptgürtel              |
| (10390) Lenka                          | Hauptgürtel              |
| (27522) Lenkenyon                      | Hauptgürtel              |
| (4147) Lennon                          | Hauptgürtel              |
| (337380) Lenormand                     | Hauptgürtel              |
| (100047) Leobaeck                      | Hauptgürtel              |
| (31376) Leobauersfeld                  | Hauptgürtel              |
| (969) Leocadia                         | Hauptgürtel              |
| (6479) Leoconnolly                     | Hauptgürtel              |
| (30166) Leodeng                        | Hauptgürtel              |
| (3572) Leogoldberg                     | Hauptgürtel              |
| (319) Leona                            | Hauptgürtel              |
| (24732) Leonardcohen                   | Hauptgürtel              |
| (9082) Leonardmartin                   | Marsbahnkreuzer          |
| (3000) Leonardo                        | Hauptgürtel              |
| (1378) Leonce                          | Hauptgürtel              |
| (19096) Leonfridman                    | Hauptgürtel              |
| (9903) Leonhardt                       | Hauptgürtel              |
| (18750) Leonidakimov                   | Hauptgürtel              |
| (7715) Leonidarosino                   | Hauptgürtel              |
| (2782) Leonidas                        | Hauptgürtel              |
| (728) Leonisis                         | Hauptgürtel              |
| (29464) Leonmiš                        | Hauptgürtel              |
| (78221) Leonmow                        | Hauptgürtel              |
| (696) Leonora                          | Hauptgürtel              |
| (5154) Leonov                          | Hauptgürtel              |
| (159351) Leonpascal                    | Hauptgürtel              |
| (11977) Leonrisoldi                    | Hauptgürtel              |
| (3793) Leonteus                        | Jupiter-Trojaner         |
| (844) Leontina                         | Hauptgürtel              |
| (21397) Leontovich                     | Hauptgürtel              |
| (27932) Leonyao                        | Hauptgürtel              |
| (8081) Leopardi                        | Hauptgürtel              |
| (893) Leopoldina                       | Hauptgürtel              |
| (251325) Leopoldjosefine               | Hauptgürtel              |
| (2795) Lepage                          | Hauptgürtel              |
| (7720) Lepaute                         | Hauptgürtel              |
| (5342) Le Poole                        | Hauptgürtel              |
| (16414) Le Procope                     | Hauptgürtel              |
| (55733) Lepsius                        | Hauptgürtel              |
| (10106) Lergrav                        | Hauptgürtel              |
| (2222) Lermontov                       | Hauptgürtel              |
| (93102) Leroy                          | Hauptgürtel              |
| (4922) Leshin                          | Hauptgürtel              |
| (82937) Lesicki                        | Hauptgürtel              |
| (29311) Lesire                         | Hauptgürtel              |
| (4741) Leskov                          | Hauptgürtel              |
| (13690) Lesleymartin                   | Hauptgürtel              |
| (26234) Leslibrinson                   | Hauptgürtel              |
| (20861) Lesliebeh                      | Hauptgürtel              |
| (5571) Lesliegreen                     | Hauptgürtel              |
| (25034) Lesliemarie                    | Hauptgürtel              |
| (17242) Leslieyoung                    | Hauptgürtel              |
| (22162) Leslijohnson                   | Hauptgürtel              |
| (3482) Lesnaya                         | Hauptgürtel              |
| (35350) Lespaul                        | Hauptgürtel              |
| (33224) Lesrogers                      | Hauptgürtel              |
| (25531) Lessek                         | Hauptgürtel              |
| (7425) Lessing                         | Hauptgürtel              |
| (14583) Lester                         | Hauptgürtel              |
| (15093) Lestermackey                   | Hauptgürtel              |
| (6939) Lestone                         | Hauptgürtel              |
| (2616) Lesya                           | Hauptgürtel              |
| (1264) Letaba                          | Hauptgürtel              |
| (109879) Letelier                      | Hauptgürtel              |
| (22571) Letianzhang                    | Hauptgürtel              |
| (13895) Letkasagjonica                 | Hauptgürtel              |
| (68) Leto                              | Hauptgürtel              |
| (27899) Letterman                      | Hauptgürtel              |
| (5827) Letunov                         | Hauptgürtel              |
| (6266) Letzel                          | Hauptgürtel              |
| (8971) Leucocephala                    | Hauptgürtel              |
| (8436) Leucopsis                       | Hauptgürtel              |
| (8754) Leucorodia                      | Hauptgürtel              |
| (8976) Leucura                         | Hauptgürtel              |
| (11351) Leucus                         | Jupiter-Trojaner         |
| (5950) Leukippos                       | Hauptgürtel              |
| (35) Leukothea                         | Hauptgürtel              |
| (16142) Leung                          | Marsbahnkreuzer          |
| (32618) Leungkamcheung                 | Hauptgürtel              |
| (1361) Leuschneria                     | Hauptgürtel              |
| (21555) Levary                         | Hauptgürtel              |
| (6170) Levasseur                       | Marsbahnkreuzer          |
| (1997) Leverrier                       | Hauptgürtel              |
| (8813) Leviathan                       | Hauptgürtel              |
| (12473) Levi-Civita                    | Hauptgürtel              |
| (9722) Levi-Montalcini                 | Hauptgürtel              |
| (2076) Levin                           | Hauptgürtel              |
| (7885) Levine                          | Hauptgürtel              |
| (45700) Levi-Setti                     | Hauptgürtel              |
| (6909) Levison                         | Marsbahnkreuzer          |
| (4559) Lévi-Strauss                    | Hauptgürtel              |
| (22647) Lévi-Strauss                   | Hauptgürtel              |
| (3566) Levitan                         | Hauptgürtel              |
| (26075) Levitsvet                      | Hauptgürtel              |
| (204831) Levski                        | Hauptgürtel              |
| (2810) Lev Tolstoj                     | Hauptgürtel              |
| (3673) Levy                            | Hauptgürtel              |
| (4125) Lew Allen                       | Hauptgürtel              |
| (24189) Lewasserman                    | Hauptgürtel              |
| (250354) Lewicdeparis                  | Hauptgürtel              |
| (13609) Lewicki                        | Hauptgürtel              |
| (4796) Lewis                           | Hauptgürtel              |
| (6984) Lewiscarroll                    | Hauptgürtel              |
| (81790) Lewislove                      | Hauptgürtel              |
| (6916) Lewispearce                     | Hauptgürtel              |
| (22505) Lewit                          | Hauptgürtel              |
| (17579) Lewkopelew                     | Hauptgürtel              |
| (7087) Lewotsky                        | Hauptgürtel              |
| (399979) Lewseaman                     | Hauptgürtel              |
| (18747) Lexcen                         | Hauptgürtel              |
| (2004) Lexell                          | Hauptgürtel              |
| (35977) Lexington                      | Hauptgürtel              |
| (3397) Leyla                           | Marsbahnkreuzer          |
| (8466) Leyrat                          | Hauptgürtel              |
| (7859) Lhasa                           | Hauptgürtel              |
| (40206) Lhenice                        | Hauptgürtel              |
| (954) Li                               | Hauptgürtel              |
| (23745) Liadawley                      | Hauptgürtel              |
| (32088) Liamwallace                    | Hauptgürtel              |
| (30194) Liamyoung                      | Hauptgürtel              |
| (2503) Liaoning                        | Hauptgürtel              |
| (23249) Liaoyenting                    | Hauptgürtel              |
| (110288) Libai                         | Hauptgürtel              |
| (13526) Libbrecht                      | Hauptgürtel              |
| (5672) Libby                           | Hauptgürtel              |
| (120121) Libbyadelman                  | Hauptgürtel              |
| (33230) Libbyrobertson                 | Hauptgürtel              |
| (4823) Libenice                        | Hauptgürtel              |
| (771) Libera                           | Hauptgürtel              |
| (6417) Liberati                        | Hauptgürtel              |
| (17960) Liberatore                     | Hauptgürtel              |
| (125) Liberatrix                       | Hauptgürtel              |
| (1816) Liberia                         | Hauptgürtel              |
| (2546) Libitina                        | Hauptgürtel              |
| (25659) Liboynton                      | Hauptgürtel              |
| (264) Libussa                          | Hauptgürtel              |
| (1268) Libya                           | Hauptgürtel              |
| (17919) Licandro                       | Hauptgürtel              |
| (18151) Licchelli                      | Hauptgürtel              |
| (16165) Licht                          | Hauptgürtel              |
| (7970) Lichtenberg                     | Hauptgürtel              |
| (152320) Lichtenknecker                | Hauptgürtel              |
| (23063) Lichtman                       | Hauptgürtel              |
| (22905) Liciniotoso                    | Hauptgürtel              |
| (15088) Licitra                        | Hauptgürtel              |
| (1951) Lick                            | Marsbahnkreuzer          |
| (1107) Lictoria                        | Hauptgürtel              |
| (3812) Lidaksum                        | Hauptgürtel              |
| (17670) Liddell                        | Hauptgürtel              |
| (3322) Lidiya                          | Hauptgürtel              |
| (4236) Lidov                           | Hauptgürtel              |
| (161207) Lidz                          | Hauptgürtel              |
| (26955) Lie                            | Hauptgürtel              |
| (7696) Liebe                           | Hauptgürtel              |
| (12329) Liebermann                     | Hauptgürtel              |
| (22534) Lieblich                       | Hauptgürtel              |
| (17889) Liechty                        | Hauptgürtel              |
| (5923) Liedeke                         | Hauptgürtel              |
| (3454) Lieske                          | Hauptgürtel              |
| (13557) Lievetruwant                   | Hauptgürtel              |
| (19155) Lifeson                        | Hauptgürtel              |
| (28201) Lifubin                        | Hauptgürtel              |
| (20321) Lightdonovan                   | Hauptgürtel              |
| (356) Liguria                          | Hauptgürtel              |
| (5411) Liia                            | Hauptgürtel              |
| (14656) Lijiang                        | Hauptgürtel              |
| (21496) Lijianyang                     | Hauptgürtel              |
| (192178) Lijieshou                     | Hauptgürtel              |
| (2877) Likhachev                       | Hauptgürtel              |
| (73638) Likhanov                       | Hauptgürtel              |
| (31905) Likinpong                      | Hauptgürtel              |
| (239611) Likwohting                    | Hauptgürtel              |
| (213) Lilaea                           | Hauptgürtel              |
| (27775) Lilialmanzor                   | Hauptgürtel              |
| (216780) Lillianne                     | Hauptgürtel              |
| (28611) Liliapopova                    | Hauptgürtel              |
| (13610) Lilienthal                     | Hauptgürtel              |
| (2346) Lilio                           | Hauptgürtel              |
| (1181) Lilith                          | Hauptgürtel              |
| (1092) Lilium                          | Hauptgürtel              |
| (3222) Liller                          | Hauptgürtel              |
| (756) Lilliana                         | Hauptgürtel              |
| (28557) Lillianchin                    | Hauptgürtel              |
| (23234) Lilliantsai                    | Hauptgürtel              |
| (2952) Lilliputia                      | Hauptgürtel              |
| (1003) Lilofee                         | Hauptgürtel              |
| (3609) Liloketai                       | Hauptgürtel              |
| (32021) Lilyjenkins                    | Hauptgürtel              |
| (30312) Lilyliu                        | Hauptgürtel              |
| (10867) Lima                           | Hauptgürtel              |
| (1383) Limburgia                       | Hauptgürtel              |
| (25562) Limdarren                      | Hauptgürtel              |
| (32275) Limichael                      | Hauptgürtel              |
| (10713) Limorenko                      | Hauptgürtel              |
| (8765) Limosa                          | Hauptgürtel              |
| (1490) Limpopo                         | Hauptgürtel              |
| (5539) Limporyen                       | Hauptgürtel              |
| (31928) Limzhengtheng                  | Hauptgürtel              |
| (468) Lina                             | Hauptgürtel              |
| (290127) Linakostenko                  | Hauptgürtel              |
| (46702) Linapucci                      | Hauptgürtel              |
| (20828) Linchen                        | Hauptgürtel              |
| (26425) Linchichieh                    | Hauptgürtel              |
| (38821) Linchinghsia                   | Hauptgürtel              |
| (175451) Linchisheng                   | Hauptgürtel              |
| (3153) Lincoln                         | Hauptgürtel              |
| (7169) Linda                           | Hauptgürtel              |
| (25383) Lindacker                      | Hauptgürtel              |
| (71971) Lindaketcham                   | Hauptgürtel              |
| (134092) Lindaleematthias              | Hauptgürtel              |
| (27327) Lindaplante                    | Hauptgürtel              |
| (26271) Lindapuster                    | Hauptgürtel              |
| (26285) Lindaspahn                     | Hauptgürtel              |
| (2686) Linda Susan                     | Hauptgürtel              |
| (117381) Lindaweiland                  | Hauptgürtel              |
| (14696) Lindawilliams                  | Hauptgürtel              |
| (26007) Lindazhou                      | Hauptgürtel              |
| (1448) Lindbladia                      | Hauptgürtel              |
| (3865) Lindbloom                       | Hauptgürtel              |
| (28072) Lindbowerman                   | Hauptgürtel              |
| (1407) Lindelöf                        | Hauptgürtel              |
| (828) Lindemannia                      | Hauptgürtel              |
| (9322) Lindenau                        | Hauptgürtel              |
| (3204) Lindgren                        | Hauptgürtel              |
| (21678) Lindner                        | Hauptgürtel              |
| (19542) Lindperkins                    | Hauptgürtel              |
| (28678) Lindquester                    | Hauptgürtel              |
| (31684) Lindsay                        | Hauptgürtel              |
| (133773) Lindsaykeller                 | Hauptgürtel              |
| (22794) Lindsayleona                   | Hauptgürtel              |
| (242516) Lindseystirling               | Hauptgürtel              |
| (5281) Lindstrom                       | Hauptgürtel              |
| (20303) Lindwestrick                   | Hauptgürtel              |
| (118401) LINEAR                        | Hauptgürtel              |
| (36037) Linenschmidt                   | Hauptgürtel              |
| (24218) Linfrederick                   | Hauptgürtel              |
| (26210) Lingas                         | Hauptgürtel              |
| (20638) Lingchen                       | Hauptgürtel              |
| (21364) Lingpan                        | Hauptgürtel              |
| (30244) Linhpham                       | Hauptgürtel              |
| (89909) Linie                          | Hauptgürtel              |
| (3550) Link                            | Hauptgürtel              |
| (22144) Linmichaels                    | Hauptgürtel              |
| (8898) Linnaea                         | Hauptgürtel              |
| (7412) Linnaeus                        | Hauptgürtel              |
| (7416) Linnankoski                     | Hauptgürtel              |
| (350185) Linnell                       | Hauptgürtel              |
| (316020) Linshuhow                     | Hauptgürtel              |
| (3474) Linsley                         | Hauptgürtel              |
| (20822) Lintingnien                    | Hauptgürtel              |
| (4937) Lintott                         | Hauptgürtel              |
| (30168) Linusfreyer                    | Hauptgürtel              |
| (9885) Linux                           | Hauptgürtel              |
| (210230) Linyuanpei                    | Hauptgürtel              |
| (7491) Linzerag                        | Hauptgürtel              |
| (7145) Linzexu                         | Hauptgürtel              |
| (1469) Linzia                          | Hauptgürtel              |
| (974) Lioba                            | Hauptgürtel              |
| (9504) Lionel                          | Hauptgürtel              |
| (18079) Lion-Stoppato                  | Hauptgürtel              |
| (26960) Liouville                      | Hauptgürtel              |
| (11656) Lipno                          | Hauptgürtel              |
| (16861) Lipovetsky                     | Hauptgürtel              |
| (9640) Lippens                         | Hauptgürtel              |
| (31338) Lipperhey                      | Hauptgürtel              |
| (846) Lipperta                         | Hauptgürtel              |
| (2641) Lipschutz                       | Hauptgürtel              |
| (23701) Liqibin                        | Hauptgürtel              |
| (414) Liriope                          | Hauptgürtel              |
| (16666) Liroma                         | Hauptgürtel              |
| (30110) Lisabreton                     | Hauptgürtel              |
| (28780) Lisadeaver                     | Hauptgürtel              |
| (161699) Lisahardaway                  | Hauptgürtel              |
| (34313) Lisahevner                     | Hauptgürtel              |
| (410912) Lisakaroline                  | Hauptgürtel              |
| (30043) Lisamichaels                   | Hauptgürtel              |
| (24135) Lisann                         | Hauptgürtel              |
| (33929) Lisaprato                      | Hauptgürtel              |
| (133068) Lisaschulze                   | Hauptgürtel              |
| (12604) Lisatate                       | Hauptgürtel              |
| (22906) Lisauckis                      | Hauptgürtel              |
| (28807) Lisawaller                     | Hauptgürtel              |
| (25514) Lisawu                         | Hauptgürtel              |
| (5320) Lisbeth                         | Hauptgürtel              |
| (13599) Lisbon                         | Hauptgürtel              |
| (31464) Liscinsky                      | Hauptgürtel              |
| (3976) Lise                            | Hauptgürtel              |
| (9272) Liseleje                        | Hauptgürtel              |
| (4757) Liselotte                       | Hauptgürtel              |
| (26738) Lishizhen                      | Hauptgürtel              |
| (137039) Lisiguang                     | Hauptgürtel              |
| (8064) Lisitsa                         | Hauptgürtel              |
| (4004) List’ev                         | Hauptgürtel              |
| (3910) Liszt                           | Hauptgürtel              |
| (96612) Litipei                        | Hauptgürtel              |
| (5015) Litke                           | Hauptgürtel              |
| (26328) Litomyšl                       | Hauptgürtel              |
| (26993) Littlewood                     | Hauptgürtel              |
| (2577) Litva                           | Marsbahnkreuzer          |
| (6743) Liu                             | Hauptgürtel              |
| (251018) Liubirena                     | Hauptgürtel              |
| (207603) Liuchaohan                    | Hauptgürtel              |
| (25964) Liudavid                       | Hauptgürtel              |
| (19874) Liudongyan                     | Hauptgürtel              |
| (261936) Liulin                        | Hauptgürtel              |
| (20823) Liutingchun                    | Hauptgürtel              |
| (58605) Liutungsheng                   | Hauptgürtel              |
| (248262) Liuxiaobo                     | Hauptgürtel              |
| (20817) Liuxiaofeng                    | Hauptgürtel              |
| (10070) Liuzongli                      | Hauptgürtel              |
| (3006) Livadia                         | Hauptgürtel              |
| (18637) Liverdun                       | Hauptgürtel              |
| (7170) Livesey                         | Hauptgürtel              |
| (5987) Liviogratton                    | Hauptgürtel              |
| (13772) Livius                         | Hauptgürtel              |
| (236784) Livorno                       | Hauptgürtel              |
| (3556) Lixiaohua                       | Hauptgürtel              |
| (28204) Liyakang                       | Hauptgürtel              |
| (6741) Liyuan                          | Hauptgürtel              |
| (20846) Liyulin                        | Hauptgürtel              |
| (90825) Lizhensheng                    | Hauptgürtel              |
| (25715) Lizmariemako                   | Hauptgürtel              |
| (25475) Lizrao                         | Hauptgürtel              |
| (1062) Ljuba                           | Hauptgürtel              |
| (13316) Llano                          | Hauptgürtel              |
| (13705) Llapasset                      | Hauptgürtel              |
| (24345) Llaverias                      | Hauptgürtel              |
| (9900) Llull                           | Hauptgürtel              |
| (1858) Lobachevskij                    | Hauptgürtel              |
| (10057) L’Obel                         | Hauptgürtel              |
| (1066) Lobelia                         | Hauptgürtel              |
| (1937) Locarno                         | Hauptgürtel              |
| (10874) Locatelli                      | Hauptgürtel              |
| (12616) Lochner                        | Hauptgürtel              |
| (7010) Locke                           | Hauptgürtel              |
| (13493) Lockwood                       | Hauptgürtel              |
| (117086) Lóczy                         | Hauptgürtel              |
| (5937) Lodén                           | Hauptgürtel              |
| (55772) Loder                          | Hauptgürtel              |
| (3377) Lodewijk                        | Hauptgürtel              |
| (11430) Lodewijkberg                   | Hauptgürtel              |
| (21331) Lodovicoferrari                | Hauptgürtel              |
| (85121) Loehde                         | Hauptgürtel              |
| (13011) Loeillet                       | Hauptgürtel              |
| (23298) Loewenstein                    | Hauptgürtel              |
| (12634) LOFAR                          | Hauptgürtel              |
| (7157) Lofgren                         | Hauptgürtel              |
| (28916) Logancollins                   | Hauptgürtel              |
| (58534) Logos                          | Transneptunisches Objekt |
| (17192) Loharu                         | Hauptgürtel              |
| (9505) Lohengrin                       | Hauptgürtel              |
| (2501) Lohja                           | Hauptgürtel              |
| (1820) Lohmann                         | Hauptgürtel              |
| (11434) Lohnert                        | Hauptgürtel              |
| (4680) Lohrmann                        | Hauptgürtel              |
| (2210) Lois                            | Hauptgürtel              |
| (4862) Loke                            | Hauptgürtel              |
| (9267) Lokrume                         | Hauptgürtel              |
| (463) Lola                             | Hauptgürtel              |
| (87097) Lomaki                         | Hauptgürtel              |
| (9397) Lombardi                        | Hauptgürtel              |
| (6446) Lomberg                         | Marsbahnkreuzer          |
| (209054) Lombkató                      | Hauptgürtel              |
| (117) Lomia                            | Hauptgürtel              |
| (3168) Lomnický Štít                   | Hauptgürtel              |
| (1379) Lomonosowa                      | Hauptgürtel              |
| (8837) London                          | Hauptgürtel              |
| (28851) Londonbolsius                  | Hauptgürtel              |
| (340891) Londoncommorch                | Hauptgürtel              |
| (12310) Londontario                    | Hauptgürtel              |
| (12574) LONEOS                         | Hauptgürtel              |
| (26248) Longenecker                    | Hauptgürtel              |
| (35197) Longmire                       | Hauptgürtel              |
| (5948) Longo                           | Hauptgürtel              |
| (95882) Longshaw                       | Hauptgürtel              |
| (7131) Longtom                         | Hauptgürtel              |
| (34137) Lonnielinda                    | Hauptgürtel              |
| (2243) Lönnrot                         | Hauptgürtel              |
| (37608) Löns                           | Hauptgürtel              |
| (174281) Lonský                        | Hauptgürtel              |
| (188061) Loomis                        | Hauptgürtel              |
| (19129) Loos                           | Hauptgürtel              |
| (4657) Lopez                           | Hauptgürtel              |
| (18150) Lopez-Moreno                   | Hauptgürtel              |
| (5225) Loral                           | Hauptgürtel              |
| (235201) Lorántffy                     | Hauptgürtel              |
| (1755) Lorbach                         | Hauptgürtel              |
| (1287) Lorcia                          | Hauptgürtel              |
| (157301) Loreena                       | Hauptgürtel              |
| (165) Loreley                          | Hauptgürtel              |
| (276681) Loremaes                      | Hauptgürtel              |
| (16095) Lorenball                      | Hauptgürtel              |
| (3861) Lorenz                          | Hauptgürtel              |
| (10938) Lorenzalevy                    | Hauptgürtel              |
| (121537) Lorenzdavid                   | Hauptgürtel              |
| (29761) Lorenzo                        | Hauptgürtel              |
| (40447) Lorenzoni                      | Hauptgürtel              |
| (1939) Loretta                         | Hauptgürtel              |
| (23122) Lorgat                         | Hauptgürtel              |
| (37692) Loribragg                      | Hauptgürtel              |
| (22109) Loriehutch                     | Hauptgürtel              |
| (35358) Lorifini                       | Hauptgürtel              |
| (15618) Lorifritz                      | Hauptgürtel              |
| (129328) Loriharrison                  | Hauptgürtel              |
| (20214) Lorikenny                      | Hauptgürtel              |
| (28163) Lorikim                        | Hauptgürtel              |
| (26313) Lorilombardi                   | Hauptgürtel              |
| (5735) Loripaul                        | Hauptgürtel              |
| (22142) Loripryor                      | Hauptgürtel              |
| (22989) Loriskopp                      | Hauptgürtel              |
| (26004) Loriying                       | Hauptgürtel              |
| (1114) Lorraine                        | Hauptgürtel              |
| (5438) Lorre                           | Hauptgürtel              |
| (152290) Lorettaoberheim               | Hauptgürtel              |
| (16103) Lorsolomon                     | Hauptgürtel              |
| (16418) Lortzing                       | Hauptgürtel              |
| (1326) Losaka                          | Hauptgürtel              |
| (12320) Loschmidt                      | Hauptgürtel              |
| (28681) Loseke                         | Hauptgürtel              |
| (181136) Losonczrita                   | Hauptgürtel              |
| (2673) Lossignol                       | Hauptgürtel              |
| (7688) Lothar                          | Hauptgürtel              |
| (429) Lotis                            | Hauptgürtel              |
| (3489) Lottie                          | Hauptgürtel              |
| (8298) Loubna                          | Hauptgürtel              |
| (9584) Louchheim                       | Hauptgürtel              |
| (15149) Loufaix                        | Hauptgürtel              |
| (3897) Louhi                           | Hauptgürtel              |
| (25890) Louisburg                      | Hauptgürtel              |
| (188446) Louischevrolet                | Hauptgürtel              |
| (2556) Louise                          | Hauptgürtel              |
| (19778) Louisgarcia                    | Hauptgürtel              |
| (38018) Louisneefs                     | Hauptgürtel              |
| (3211) Louispharailda                  | Hauptgürtel              |
| (7625) Louisspohr                      | Hauptgürtel              |
| (270553) Loureed                       | Hauptgürtel              |
| (4513) Louvre                          | Hauptgürtel              |
| (9697) Louwman                         | Hauptgürtel              |
| (868) Lova                             | Hauptgürtel              |
| (73511) Lovas                          | Hauptgürtel              |
| (161215) Loveday                       | Hauptgürtel              |
| (61342) Lovejoy                        | Hauptgürtel              |
| (51663) Lovelock                       | Hauptgürtel              |
| (133832) Loveridge                     | Hauptgürtel              |
| (5943) Lovi                            | Hauptgürtel              |
| (2750) Loviisa                         | Hauptgürtel              |
| (432971) Loving                        | Hauptgürtel              |
| (4091) Lowe                            | Hauptgürtel              |
| (1886) Lowell                          | Hauptgürtel              |
| (129050) Lowellcogburn                 | Hauptgürtel              |
| (12164) Lowellgreen                    | Hauptgürtel              |
| (4045) Lowengrub                       | Hauptgürtel              |
| (10739) Lowman                         | Hauptgürtel              |
| (12984) Lowry                          | Hauptgürtel              |
| (3589) Loyola                          | Hauptgürtel              |
| (16900) Lozère                         | Hauptgürtel              |
| (17358) Lozino-Lozinskij               | Hauptgürtel              |
| (52422) LPL                            | Hauptgürtel              |
| (1431) Luanda                          | Hauptgürtel              |
| (102536) Luanenjie                     | Hauptgürtel              |
| (7506) Lub                             | Hauptgürtel              |
| (207585) Lubar                         | Hauptgürtel              |
| (2318) Lubarsky                        | Hauptgürtel              |
| (5108) Lübeck                          | Hauptgürtel              |
| (65885) Lubenow                        | Hauptgürtel              |
| (336108) Luberon                       | Hauptgürtel              |
| (20285) Lubin                          | Hauptgürtel              |
| (3630) Lubomír                         | Hauptgürtel              |
| (27978) Lubosluka                      | Hauptgürtel              |
| (2900) Luboš Perek                     | Hauptgürtel              |
| (198616) Lucabracali                   | Hauptgürtel              |
| (24969) Lucafini                       | Hauptgürtel              |
| (30119) Lucamatone                     | Hauptgürtel              |
| (42697) Lucapaolini                    | Hauptgürtel              |
| (37627) Lucaparmitano                  | Hauptgürtel              |
| (343057) Lucaravenni                   | Hauptgürtel              |
| (25259) Lucarnold                      | Hauptgürtel              |
| (19262) Lucarubini                     | Hauptgürtel              |
| (9349) Lucas                           | Hauptgürtel              |
| (21509) Lucascavin                     | Hauptgürtel              |
| (21628) Lucashof                       | Hauptgürtel              |
| (120141) Lucaslara                     | Hauptgürtel              |
| (22538) Lucasmoller                    | Hauptgürtel              |
| (35326) Lucastrabla                    | Hauptgürtel              |
| (17357) Lucataliano                    | Hauptgürtel              |
| (15497) Lucca                          | Hauptgürtel              |
| (1292) Luce                            | Hauptgürtel              |
| (14509) Lučenec                        | Hauptgürtel              |
| (1935) Lucerna                         | Hauptgürtel              |
| (26530) Lucferreira                    | Hauptgürtel              |
| (23327) Luchernandez                   | Hauptgürtel              |
| (236484) Luchijen                      | Hauptgürtel              |
| (222) Lucia                            | Hauptgürtel              |
| (31911) Luciafauth                     | Hauptgürtel              |
| (15817) Lucianotesi                    | Amor-Typ                 |
| (1176) Lucidor                         | Hauptgürtel              |
| (171256) Lucieconstant                 | Hauptgürtel              |
| (56041) Luciendumont                   | Hauptgürtel              |
| (1892) Lucienne                        | Hauptgürtel              |
| (1930) Lucifer                         | Hauptgürtel              |
| (146) Lucina                           | Hauptgürtel              |
| (281) Lucretia                         | Hauptgürtel              |
| (6240) Lucretius Carus                 | Hauptgürtel              |
| (100924) Luctuymans                    | Hauptgürtel              |
| (3021) Lucubratio                      | Hauptgürtel              |
| (32605) Lucy                           | Hauptgürtel              |
| (9282) Lucylim                         | Hauptgürtel              |
| (1158) Luda                            | Hauptgürtel              |
| (6584) Luděkpešek                      | Hauptgürtel              |
| (8184) Luderic                         | Hauptgürtel              |
| (27865) Ludgerfroebel                  | Hauptgürtel              |
| (7081) Ludibunda                       | Hauptgürtel              |
| (4601) Ludkewycz                       | Hauptgürtel              |
| (675) Ludmilla                         | Hauptgürtel              |
| (6112) Ludolfschultz                   | Hauptgürtel              |
| (10438) Ludolph                        | Hauptgürtel              |
| (292) Ludovica                         | Hauptgürtel              |
| (23520) Ludwigbechstein                | Hauptgürtel              |
| (25029) Ludwighesse                    | Hauptgürtel              |
| (11854) Ludwigrichter                  | Hauptgürtel              |
| (21919) Luga                           | Hauptgürtel              |
| (1936) Lugano                          | Hauptgürtel              |
| (1133) Lugduna                         | Hauptgürtel              |
| (7723) Lugger                          | Marsbahnkreuzer          |
| (217628) Lugh                          | Apollo-Typ               |
| (7393) Luginbuhl                       | Hauptgürtel              |
| (6080) Lugmair                         | Hauptgürtel              |
| (4583) Lugo                            | Hauptgürtel              |
| (125071) Lugosi                        | Hauptgürtel              |
| (58418) Luguhu                         | Hauptgürtel              |
| (246132) Lugyny                        | Hauptgürtel              |
| (8808) Luhmann                         | Hauptgürtel              |
| (5538) Luichewoo                       | Hauptgürtel              |
| (14947) Luigibussolino                 | Hauptgürtel              |
| (185733) Luigicolzani                  | Hauptgürtel              |
| (12384) Luigimartella                  | Hauptgürtel              |
| (37640) Luiginegrelli                  | Hauptgürtel              |
| (599) Luisa                            | Hauptgürtel              |
| (12366) Luisapla                       | Hauptgürtel              |
| (56100) Luisapolli                     | Hauptgürtel              |
| (3844) Lujiaxi                         | Hauptgürtel              |
| (31912) Lukasgrafner                   | Hauptgürtel              |
| (31917) Lukashohne                     | Hauptgürtel              |
| (27114) Lukasiewicz                    | Hauptgürtel              |
| (16090) Lukaszewski                    | Hauptgürtel              |
| (25175) Lukeandraka                    | Hauptgürtel              |
| (8711) Lukeasher                       | Hauptgürtel              |
| (6654) Luleå                           | Hauptgürtel              |
| (145523) Lulin                         | Hauptgürtel              |
| (8676) Lully                           | Hauptgürtel              |
| (141) Lumen                            | Hauptgürtel              |
| (177853) Lumezzane                     | Hauptgürtel              |
| (775) Lumière                          | Hauptgürtel              |
| (5523) Luminet                         | Hauptgürtel              |
| (2600) Lumme                           | Hauptgürtel              |
| (10132) Lummelunda                     | Hauptgürtel              |
| (2446) Lunacharsky                     | Hauptgürtel              |
| (1067) Lunaria                         | Hauptgürtel              |
| (11934) Lundgren                       | Hauptgürtel              |
| (809) Lundia                           | Hauptgürtel              |
| (1334) Lundmarka                       | Hauptgürtel              |
| (7047) Lundström                       | Hauptgürtel              |
| (100604) Lundy                         | Hauptgürtel              |
| (10801) Lüneburg                       | Hauptgürtel              |
| (103966) Luni                          | Hauptgürtel              |
| (3208) Lunn                            | Hauptgürtel              |
| (204711) Luojialun                     | Hauptgürtel              |
| (16757) Luoxiahong                     | Hauptgürtel              |
| (239200) Luoyang                       | Hauptgürtel              |
| (3210) Lupishko                        | Hauptgürtel              |
| (6087) Lupo                            | Hauptgürtel              |
| (249520) Luppino                       | Hauptgürtel              |
| (222032) Lupton                        | Hauptgürtel              |
| (713) Luscinia                         | Hauptgürtel              |
| (8960) Luscinioides                    | Hauptgürtel              |
| (39516) Lusigny                        | Hauptgürtel              |
| (25565) Lusiyang                       | Hauptgürtel              |
| (4386) Lüst                            | Hauptgürtel              |
| (91023) Lutan                          | Hauptgürtel              |
| (24250) Luteolson                      | Hauptgürtel              |
| (21) Lutetia                           | Hauptgürtel              |
| (251621) Lüthen                        | Hauptgürtel              |
| (1303) Luthera                         | Hauptgürtel              |
| (3856) Lutskij                         | Hauptgürtel              |
| (19598) Luttrell                       | Hauptgürtel              |
| (7230) Lutz                            | Hauptgürtel              |
| (5430) Luu                             | Hauptgürtel              |
| (26728) Luwenqi                        | Hauptgürtel              |
| (2713) Luxembourg                      | Hauptgürtel              |
| (233547) Luxun                         | Hauptgürtel              |
| (20830) Luyajia                        | Hauptgürtel              |
| (4776) Luyi                            | Hauptgürtel              |
| (1964) Luyten                          | Hauptgürtel              |
| (5096) Luzin                           | Hauptgürtel              |
| (2321) Lužnice                         | Hauptgürtel              |
| (2164) Lyalya                          | Hauptgürtel              |
| (5415) Lyanzuridi                      | Hauptgürtel              |
| (4728) Lyapidevskij                    | Hauptgürtel              |
| (5324) Lyapunov                        | Amor-Typ                 |
| (9694) Lycomedes                       | Jupiter-Trojaner         |
| (110) Lydia                            | Hauptgürtel              |
| (1028) Lydina                          | Hauptgürtel              |
| (917) Lyka                             | Hauptgürtel              |
| (4792) Lykaon                          | Jupiter-Trojaner         |
| (12773) Lyman                          | Hauptgürtel              |
| (7824) Lynch                           | Hauptgürtel              |
| (18235) Lynden-Bell                    | Hauptgürtel              |
| (157332) Lynette                       | Hauptgürtel              |
| (43768) Lynevans                       | Hauptgürtel              |
| (4358) Lynn                            | Hauptgürtel              |
| (13644) Lynnanderson                   | Hauptgürtel              |
| (37588) Lynnecox                       | Hauptgürtel              |
| (24024) Lynnejohnson                   | Hauptgürtel              |
| (25994) Lynnelleye                     | Hauptgürtel              |
| (27445) Lynnlane                       | Hauptgürtel              |
| (49382) Lynnokamoto                    | Hauptgürtel              |
| (24304) Lynnrice                       | Hauptgürtel              |
| (18663) Lynnta                         | Hauptgürtel              |
| (22597) Lynzielinski                   | Hauptgürtel              |
| (9381) Lyon                            | Hauptgürtel              |
| (292991) Lyonne                        | Hauptgürtel              |
| (2452) Lyot                            | Hauptgürtel              |
| (21408) Lyrahaas                       | Hauptgürtel              |
| (31323) Lysá hora                      | Hauptgürtel              |
| (5984) Lysippus                        | Hauptgürtel              |
| (897) Lysistrata                       | Hauptgürtel              |
| (18120) Lytvynenko                     | Hauptgürtel              |
| (6203) Lyubamoroz                      | Hauptgürtel              |
| (216439) Lyubertsy                     | Hauptgürtel              |
| (10761) Lyubimets                      | Hauptgürtel              |
| (3108) Lyubov                          | Hauptgürtel              |
| (9717) Lyudvasilia                     | Hauptgürtel              |
| (2204) Lyyli                           | Marsbahnkreuzer          |
| (15699) Lyytinen                       | Hauptgürtel              |
| (6010) Lyzenga                         | Hauptgürtel              |